# Edgar Leonard
Edgar Welch Leonard  (West Newton, Massachusetts, 19 juni 1881 – New York, 7 oktober 1948) was een tennisspeler uit de Verenigde Staten. Leonard behaalde zijn grootste succes door het winnen van olympisch goud in het dubbelspel in 1904 en op het zelfde toernooi door een bronzen medaille in het enkelspel. In 1904 behaalde met een halve finale zijn beste resultaat op de US Championships.